# Kenny Jönsson
Pour les articles homonymes, voir Jönsson.
Temple de la renommée de l'IIHF : 2024
Kenny Jönsson (né le 6 octobre 1974 à Ängelholm en Scanie) est un joueur professionnel suédois de hockey sur glace devenu entraîneur. Il évolue au poste de défenseur. Il est le frère de Jörgen Jönsson.

## Biographie

### Carrière en club
En 1992, il débute en Elitserien avec le Rögle BK.
Il a été choisi au cours du repêchage d'entrée dans la LNH 1993 par les Maple Leafs de Toronto en première ronde en douzième position. Le 13 mars 1996, il est échangé avec Sean Haggerty, Darby Hendrickson et le premier choix de Toronto au repêchage 1997 (Roberto Luongo) aux Islanders de New York en retour de Wendel Clark, Mathieu Schneider et D.J. Smith. Lors du lock-out 2004-2005 où il retourne jouer en Europe dans l'Allsvenskan avec son club formateur.

### Carrière internationale
Il a représenté l'équipe de Suède au niveau international. Médaillé d'or aux Jeux olympiques Jeux olympiques de 1994 à Lillehammer et de 2006 à Turin, il est élu meilleur défenseur des Jeux de 2006.

## Trophées et honneurs personnels
- Suède
  - 1994 : nommé meilleur junior de la saison.
  - 2006 : nommé dans l'équipe d'étoiles.
  - 2008 : nommé dans l'équipe d'étoiles.
- Elitserien
  - 1994 : remporte l'Årets rookie.
  - 2006 : remporte le Guldpucken.
  - 2008 : remporte le Rinkens riddare.
  - 2009 : nommé dans l'équipe d'étoiles.
- Ligue nationale de hockey
  - 1995 : nommé dans l'équipe d'étoiles des recrues.
  - 1999 : élu pour participer au quarante neuvième Match des étoiles.
- Allsvenskan
  - 2008 : défenseur ayant marqué le plus grand nombre de points.
  - 2008 : défenseur ayant marqué le plus grand nombre d'aides.
- Championnat du monde junior
  - 1993 : nommé dans l'équipe type.
  - 1994 : nommé meilleur défenseur.
  - 1994 : nommé dans l'équipe type.
- Jeux olympiques
  - 2006 : nommé meilleur défenseur.
- Championnat du monde
  - 2009 : nommé dans l'équipe type.
  - 2009 : meilleur différentiel plus-moins.

## Statistiques

### En club
| Saison             | Équipe                    | Ligue              |     | Saison régulière | Saison régulière | Saison régulière | Saison régulière | Saison régulière |   | Séries éliminatoires | Séries éliminatoires | Séries éliminatoires | Séries éliminatoires | Séries éliminatoires |
| Saison             | Équipe                    | Ligue              | PJ  | B                | A                | Pts              | Pun              | PJ               | B | A                    | Pts                  | Pun                  |                      |                      |
| 1991-1992          | Rögle BK                  | Division 1         | 30  | 4                | 11               | 15               | 24               | -                | - | -                    | -                    | -                    |                      |                      |
| 1992-1993          | Rögle BK                  | Elitserien         | 39  | 3                | 10               | 13               | 42               | -                | - | -                    | -                    | -                    |                      |                      |
| 1993-1994          | Rögle BK                  | Elitserien         | 36  | 4                | 13               | 17               | 40               | 3                | 1 | 1                    | 2                    | 2                    |                      |                      |
| 1994-1995          | Rögle BK                  | Elitserien         | 8   | 3                | 1                | 4                | 20               | -                | - | -                    | -                    | -                    |                      |                      |
| 1994-1995          | Maple Leafs de Saint-Jean | LAH                | 10  | 2                | 5                | 7                | 2                | -                | - | -                    | -                    | -                    |                      |                      |
| 1994-1995          | Maple Leafs de Toronto    | LNH                | 39  | 2                | 7                | 9                | 16               | 4                | 0 | 0                    | 0                    | 0                    |                      |                      |
| 1995-1996          | Maple Leafs de Toronto    | LNH                | 50  | 4                | 22               | 26               | 22               | -                | - | -                    | -                    | -                    |                      |                      |
| 1995-1996          | Islanders de New York     | LNH                | 16  | 0                | 4                | 4                | 10               | -                | - | -                    | -                    | -                    |                      |                      |
| 1996-1997          | Islanders de New York     | LNH                | 81  | 3                | 18               | 21               | 24               | -                | - | -                    | -                    | -                    |                      |                      |
| 1997-1998          | Islanders de New York     | LNH                | 81  | 14               | 26               | 40               | 58               | -                | - | -                    | -                    | -                    |                      |                      |
| 1998-1999          | Islanders de New York     | LNH                | 63  | 8                | 18               | 26               | 34               | -                | - | -                    | -                    | -                    |                      |                      |
| 1999-2000          | Islanders de New York     | LNH                | 65  | 1                | 24               | 25               | 32               | -                | - | -                    | -                    | -                    |                      |                      |
| 2000-2001          | Islanders de New York     | LNH                | 65  | 8                | 21               | 29               | 30               | -                | - | -                    | -                    | -                    |                      |                      |
| 2001-2002          | Islanders de New York     | LNH                | 76  | 10               | 22               | 32               | 26               | 5                | 1 | 2                    | 3                    | 4                    |                      |                      |
| 2002-2003          | Islanders de New York     | LNH                | 71  | 8                | 18               | 26               | 24               | 5                | 0 | 1                    | 1                    | 0                    |                      |                      |
| 2003-2004          | Islanders de New York     | LNH                | 79  | 5                | 24               | 29               | 22               | 5                | 0 | 0                    | 0                    | 2                    |                      |                      |
| 2004-2005          | Rögle BK                  | Allsvenskan        | 11  | 3                | 7                | 10               | 12               | 2                | 0 | 0                    | 0                    | 2                    |                      |                      |
| 2005-2006          | Rögle BK                  | Allsvenskan        | 29  | 6                | 12               | 18               | 55               | 8                | 2 | 3                    | 5                    | 18                   |                      |                      |
| 2006-2007          | Rögle BK                  | Allsvenskan        | 14  | 4                | 17               | 21               | 12               | 10               | 1 | 2                    | 3                    | 8                    |                      |                      |
| 2007-2008          | Rögle BK                  | Allsvenskan        | 34  | 12               | 28               | 40               | 26               | 9                | 3 | 9                    | 12                   | 0                    |                      |                      |
| 2008-2009          | Rögle BK                  | Allsvenskan        | 47  | 6                | 24               | 30               | 26               | 10               | 1 | 4                    | 5                    | 14                   |                      |                      |
| Totaux LNH         | Totaux LNH                | Totaux LNH         | 686 | 63               | 204              | 267              | 298              | 19               | 1 | 3                    | 4                    | 6                    |                      |                      |
| Totaux Eliteserien | Totaux Eliteserien        | Totaux Eliteserien | 130 | 16               | 48               | 64               | 128              | 13               | 2 | 5                    | 7                    | 16                   |                      |                      |
| Totaux Allsvenskan | Totaux Allsvenskan        | Totaux Allsvenskan | 118 | 29               | 75               | 104              | 129              | 29               | 6 | 14                   | 20                   | 28                   |                      |                      |

### En équipe nationale
| Année | Compétition                 |   | PJ | B | A | Pts | Pun | +/-                |  | Résultat |
| 1992  | Championnat d'Europe junior | 6 | 1  | 2 | 3 | 10  |     | Médaille d'argent  |  |          |
| 1993  | Championnat du monde junior | 7 | 2  | 3 | 5 | 4   |     | Médaille d'argent  |  |          |
| 1994  | Championnat du monde junior | 7 | 3  | 5 | 8 | 8   |     | Médaille d'or      |  |          |
| 1994  | Jeux olympiques             | 3 | 1  | 0 | 1 | 0   | -2  | 6e place           |  |          |
| 1994  | Championnat du monde        | 7 | 0  | 1 | 1 | 6   | +3  | Médaille de bronze |  |          |
| 1996  | Championnat du monde        | 6 | 0  | 1 | 1 | 8   | -1  | 6e place           |  |          |
| 1996  | Coupe du monde              | 1 | 1  | 0 | 1 | 4   | +1  | Demi-finale        |  |          |
| 2002  | Jeux olympiques             | 3 | 1  | 0 | 1 | 2   | +1  | 5e place           |  |          |
| 2005  | Championnat du monde        | 6 | 2  | 2 | 4 | 0   | +3  | 4e place           |  |          |
| 2006  | Jeux olympiques             | 8 | 0  | 4 | 4 | 4   | 0   | Médaille d'or      |  |          |
| 2006  | Championnat du monde        | 9 | 3  | 3 | 6 | 6   | +3  | Médaille d'or      |  |          |
| 2007  | Championnat du monde        | 7 | 1  | 0 | 1 | 4   | +5  | 4e place           |  |          |
| 2008  | Championnat du monde        | 5 | 2  | 4 | 6 | 2   | +3  | 4e place           |  |          |
| 2009  | Championnat du monde        | 9 | 3  | 4 | 7 | 2   | +13 | Médaille de bronze |  |          |